# 小林さくら
小林 さくら（こばやし さくら、1982年12月13日 - ）は、日本の女性ファッションモデルである。北海道小樽市出身で、宝仙学園短期大学造形美術学科を卒業した。FRONT Model Agencyがマネジメントする。

## 略歴
- 2001年 - 2003年、CanCam専属モデル
- 2002年、東レキャンペーンガール（当時のモデル名はさくら）
- 2004年、芸能プロダクションオフィスフォーティーエイトに所属。
- 2005、2006年度、東京タワーイメージガール
- 2007年、オフィスフォーティーエイトと契約が満了する。
- 2019年現在、FRONT Model Agencyに所属する。

## 人物
陶芸、ドライブ、料理を趣味に、スキー、美術、書道、マリンスポーツを特技とする。

## 出演

### 広告
- アリコ
- ユニチャーム
- パナソニック
- オーディオテクニカ
- カナダドライ
- SONY「VAIO」
- ダリヤ「ベネゼル」

### ラジオ
- Tokyo Tower presents DIAMOND VEIL（TOKYO FM）
- Club333 Night View DJ（InterFM）

### その他
- K-1 BATTLE SCRAMBLEリポーター

## 書籍

### 雑誌連載
- CanCam
- MISS